# نیکلای کولچیتسکی
نیکلای کُنستانتینوویچ کولچیتسکی (روسی: Николай Константинович Кульчицкий؛ ۱۶ ژانویهٔ ۱۸۵۶ – ۳۰ ژانویهٔ ۱۹۲۵) یک پزشک، کالبدشناس و بافت‌شناس اهل امپراتوری روسیه بود.
او دانش‌آموختهٔ رشتهٔ پزشکی در دانشگاه خارکف پ استاد رشتهٔ بافت‌شناسی در همان دانشگاه بود و علت شهرتش کشف سلول‌های اِنتروکرومافین در روده‌ها بود که بعدها به افتخار خودش سلول‌های کولچیتسکی نام گرفت.
وی از سال ۱۹۱۶ میلادی تا زمانِ انقلاب فوریه، وزیر آموزش در امپراتوری روسیه بود. در سال ۱۹۱۸ و بدنبال انقلاب فوریه، بلشویک‌ها او را دستگیر کردند، اما پس از مدتی رهایش کردند و او ابتدا به خارکیف و سپس به سواستوپول رفت.
در سال ۱۹۲۱ میلادی، کولچیتسکی تصمیم به مهاجرت گرفت و به انگلستان رفت و در دپارتمان کالبدشناسی کالج دانشگاهی لندن مشغول به کار شد. وی در سال ۱۹۲۵ میلادی بدنبال یک سانحه سقوط در دانشکدهٔ محل کارش، درگذشت.
وی همچنین برندهٔ جوایزی همچون لژیون دونور شده‌است.